# Бельский, Яков Моисеевич
Яков Моисеевич Бельский (Бельский-Биленкин) (8 (20) августа 1897 — 5 ноября 1937) — советский писатель и журналист, художник-карикатурист, деятель советских спецслужб. Представитель «южнорусской школы» в литературе и журналистике. Друг В. П. Катаева, Э. Г. Багрицкого, Ю. К. Олеши и др. В 1937 году расстрелян.

## Биография
Родился в еврейской семье в Одессе. Отец — Мошко Мордкович (Мойше Мордхович) Биленкин, страховой агент (умер в 1908 году). Мать — Ципойра (Цецилия) Яковлевна (умерла до 1937 года). Братья: Марк Михайлович, в 1937 году — жил в Москве, сотрудник постоянного представительства УССР при правительстве СССР, и Арон Михайлович, в 1937 году жил в Харькове, работал на Керамическом заводе. Сестра — Ида Михайловна, модистка.
Учился в Одесском художественном училище на архитектурном отделении. В 1917 году, по окончании училища, призван в армию, на фронте распропагандирован большевиками, дезертировал, вернулся в Одессу. Участвовал в составе Красной гвардии в установлении Советской власти, после занятия Одессы немцами и австро-венграми, сторонниками гетмана Скоропадского, бежал в Подольскую губернию, по-видимому, вёл подпольную революционную работу в Киеве. При интервентах вернулся в Одессу, продолжил художественное образование.
После ухода интервентов, в апреле-мае 1919 года, работал в одесском губисполкоме в должности художника. С мая — заведующий художественной секцией политотдела 1-й Бессарабской стрелковой дивизии, тогда же вступил в РКП (б). Автор революционных плакатов, которые подписывал псевдонимом Я. Бельский. Одновременно служил разведчиком в губернском Особом отделе, выполнявшем контрразведывательные функции.
Внедрился — под псевдонимом Виктор Бельский — в антисоветское подполье, раскрыл деникинскую офицерскую организацию полковника Саблина. С августа 1919 года, после прихода деникинцев, — на нелегальном положении.
С февраля 1920 года, когда Одесса вновь была занята большевиками, служил в Одесской ЧК, последовательно занимая должности разведчика, помощника уполномоченного по борьбе с контрреволюцией, начальника губернской разведки, уполномоченного по борьбе с контрреволюцией; сделал псевдоним частью фамилии. В 1921 году награждён золотыми часами с надписью «За самоотверженную борьбу с контрреволюцией».
C именем Бельского связано освобождение в сентябре 1920 года из чекистской тюрьмы его друга Катаева, бывшего офицера. Историк театра А. П. Мацкин, знавший Бельского по позднейшей журналистской работе, вспоминал:

У нас в газете «Пролетарий» заместителем редактора был Яков Бельский… У него в комнате на стене было много фотографий; одна из них привлекла моё внимание — на ней я увидел Валентина Катаева и странную размашистую надпись. Точного текста не помню, только смысл: такой-то вернул мне жизнь. Бельский, заметив моё удивление, объяснил, что в годы гражданской войны, ещё юношей, он стал большим начальником в Одесской ЧК. Катаев же по призыву попал в белую армию, в какой-то роковой момент его посадили, но Бельский пришёл к нему на выручку и действительно его спас.
Аналогичные сведения приводит в мемуарах и сын Катаева П. В. Катаев. Вместе с Катаевым из тюрьмы был освобождён его брат, будущий писатель Е. П. Катаев (Петров).
В начале 1922 года руководил операцией по ликвидации банды атамана Семёна Заболотного, внедрил в ближайшее окружение Заболотного своего агента, будущего писателя Д. И. Бузько, лично участвовал в задержании атамана. Вскоре после уничтожения банды демобилизовался из ЧК, поскольку «не был создан для чекистской работы, его раздражали постоянные тайны, не по нутру была охота на людей, даже когда они этого заслуживали». Однако после ухода из ЧК сохранил дружеские отношения со многими украинскими чекистами, вплоть до ареста дружил с М. А. Дейчем.
В середине 1922 года переехал в город Николаев, где стал журналистом. С июля 1923 года — редактор газеты «Красный Николаев» (совр. «Южная правда»), был инициатором приезда в Николаев Багрицкого и его работы в газете. С ноября — заместитель редактора. В 1924 году редактор литературного журнала «Бурав», выходившего при «Красном Николаеве». Печатал в газете и журнале произведения И. Э. Бабеля, М. Шагинян, Катаева и др. с собственными иллюстрациями. В конце 1924 года пытался противостоять т. наз. «дымовскому делу»: добивался пересмотра расстрельных приговоров, вынесенных по сфальсифицированному делу о смерти «селькора Малиновского». В результате был вынужден бежать из Николаева в Харьков.
С 1925 года — в харьковской журналистике. Заместитель редактора газеты «Пролетарий» (до декабря 1926 года), редактировал сатирические журналы «Гаврило» (1925 год) и «Червоний перець» (октябрь 1929 — февраль 1930 года), был главным карикатуристом и заведующим отделом международной информации газеты «Коммунист» (январь 1927 — ноябрь 1930). Сотрудничал в журналах «Пламя», «Рабочий», «Рабочая семья» и др. Близко общался с харьковскими литераторами и журналистами: Остапом Вишней, Василием Чечвянским, Юрием Вухналем, Ю. К. Смоличем и др.
По свидетельству Мацкина, в середине 1920-х годов спас от уголовного преследования нескольких харьковских студентов. Арестованные студенты, друзья мемуариста, обвинялись в «украинском национализме». Мацкин сообщает, что обратился к Бельскому за помощью: «Я рассказал ему о деле моих товарищей по институту и о подлеце-следователе. Он внимательно выслушал меня и сказал: „Напиши на одной странице суть, я попробую. Может, выйдет“. Реакция была быстрая, незамедлительная. Тот шанс, на который я надеялся, не подвел. Через две недели ребят выпустили».
В конце 1930 года переехал в Москву, став заместителем редактора журнала «Крокодил» (редактор — М. З. Мануильский). В марте 1934 года за «политическую неблагонадежность» уволен из журнала, спустя несколько месяцев стал журналистом газеты «Вечерняя Москва». В 1935—1936 годах внештатно работал в журнале «СССР на стройке», для которого писал рекламные тексты. Кроме того, руководил бригадой по литературной обработке рекламы в Наркомате внутренней торговли СССР.
В начале 1936 года прекратил литературную деятельность, в октябре того же года уволился из штата «Вечерней Москвы», вплоть до ареста жил случайными заработками.

## Литературная и журналистская деятельность
В Николаеве активно занимался литературной деятельностью. В газете «Красный Николаев» опубликовал приключенческий роман «В пламени борьбы», основные события в котором происходят в 1918 году в Киеве, столице гетмана П. П. Скоропадского. В центре романа — деятельность советской делегации, возглавлявшейся И. В. Сталиным, Д. З. Мануильским и Х. Г. Раковским, при дворе Скоропадского. Был автором незавершенной повести «Перекаты» и рассказов, основная тема которых — гражданская война и установление советской власти на Украине. В 1925 году опубликовал рассказ «Почтовым в Москву» — о методах фабрикации политических дел органами милиции.
В Харькове писал рассказы, посвященные деятельности ОГЧК, а также сатирические художественные произведения.
На Украине много работал как пишущий журналист: писал — на русском и украинском языках — многочисленные статьи, фельетоны и очерки. Ему принадлежит, в частности, очерк «Атаман Семен Заболотный». Кроме того, за время работы на Украине опубликовал в газетах и журналах более тысячи карикатур и рисунков. В «Крокодиле» и «Вечерней Москве» публиковался в основном как фельетонист, в качестве карикатуриста с московскими изданиями сотрудничал мало. Некоторые статьи и фельетоны написаны в соавторстве с Катаевым.
Занимался социальной и социально-политической журналистикой, пытался заступаться за обиженных. Так, в 1931 году опубликовал в «Крокодиле» фельетон «Бывает» — о несправедливо обвинённом во «вредительстве» донбасском инженере Венгеле, в 1933 году пытался остановить аресты «вредителей» в заповеднике Аскания Нова.
После увольнения из «Крокодила» напечатал в журнале «30 дней» рассказ «Приказ императора», сюжет которого связан с историей наполеоновских войн, а также мемуарные рассказы «Антонов огонь», «Решительная до результата» и «Американское наследство». В начале 1936 года в альманахе «Эдуард Багрицкий» (вышел под редакцией В. И. Нарбута) опубликовал очерк «Эдуард в Николаеве» — об обстоятельствах работы Багрицкого в газете «Красный Николаев». Кроме того, писал детские рассказы для журнала «Пионер».
Факты из жизни Бельского легли в основу «чекистских сюжетов» повестей Катаева «Трава забвения» и «Уже написан Вертер». Катаев много лет добивался возвращения имени Бельского в историю советской литературы и журналистики, но не преуспел в этом.

## Арест и гибель

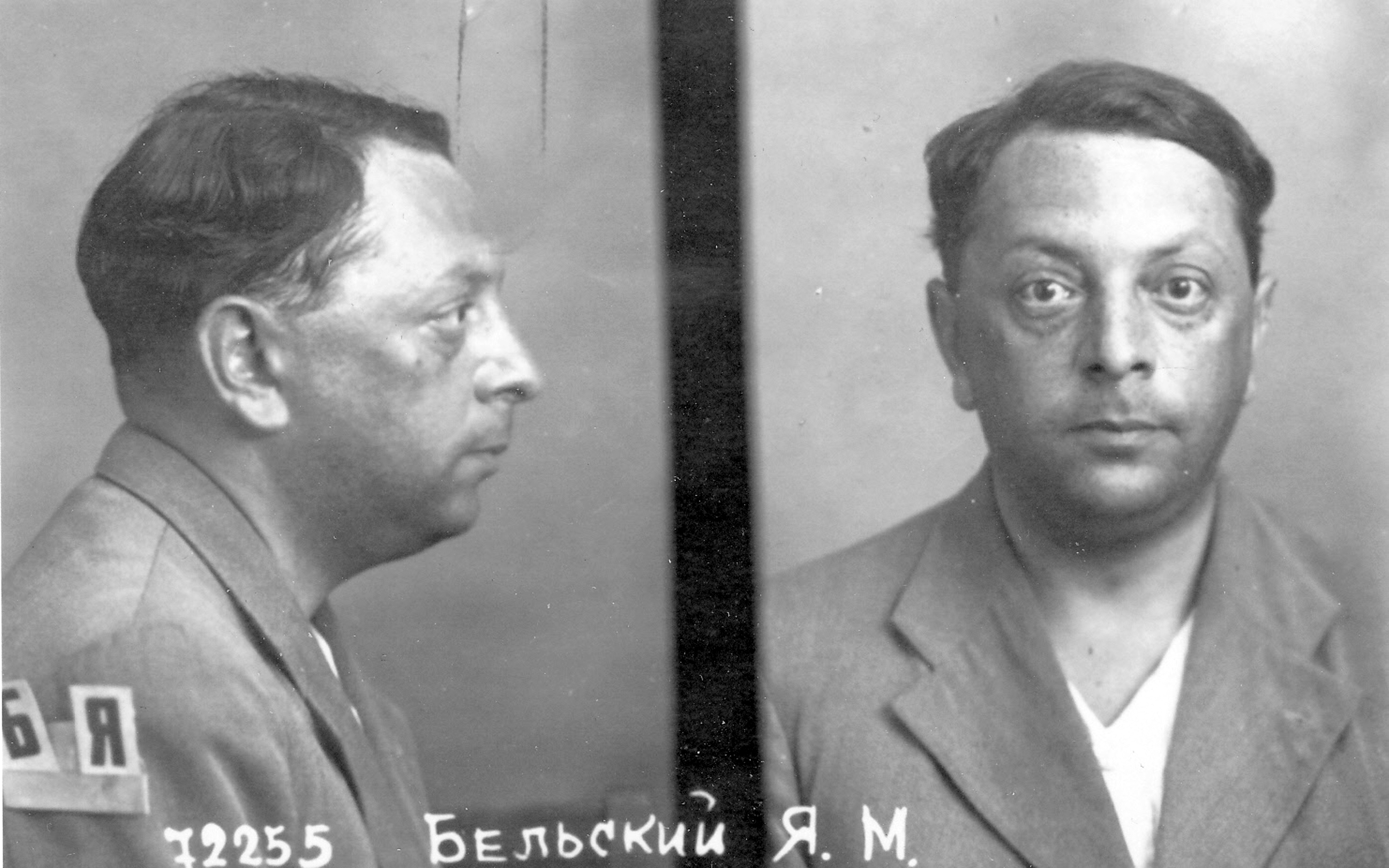
Фотография из следственного дела 1937 года. Центральный архив ФСБ РФ

С начала 1930-х годов был фигурантом доносов, партийных и уголовных разбирательств.
Согласно материалам сфабрикованного НКВД дела, он вместе с Эмилем Кротким, А. С. Буховым, М. Д. Вольпиным, В. Е. Ардовым и другими сотрудниками журнала «Крокодил» сочинял и распространял «нелегальные» стихи и анекдоты: «В редакции „Крокодила“ дело доходило до того, что беспартийные сотрудники делали замечания Бельскому по поводу его анекдотов, прося его замолчать. Не раз на той же почве у Бельского были неприятности с собеседниками в литературных клубах-ресторанах, когда Б[ельский] громко начинал свои антисоветские остроты». Бельскому «вторили в тех же тонах Виктор Ардов и М. Вольпин, вызывая трусливого Э. Кроткого на антисоветские басни. Литературным идеалом для всех был Н. Эрдман, написавший не одну безоговорочно контрреволюционную вещь». Работая в «Вечерней Москве», продолжал вести «антисоветские разговоры».

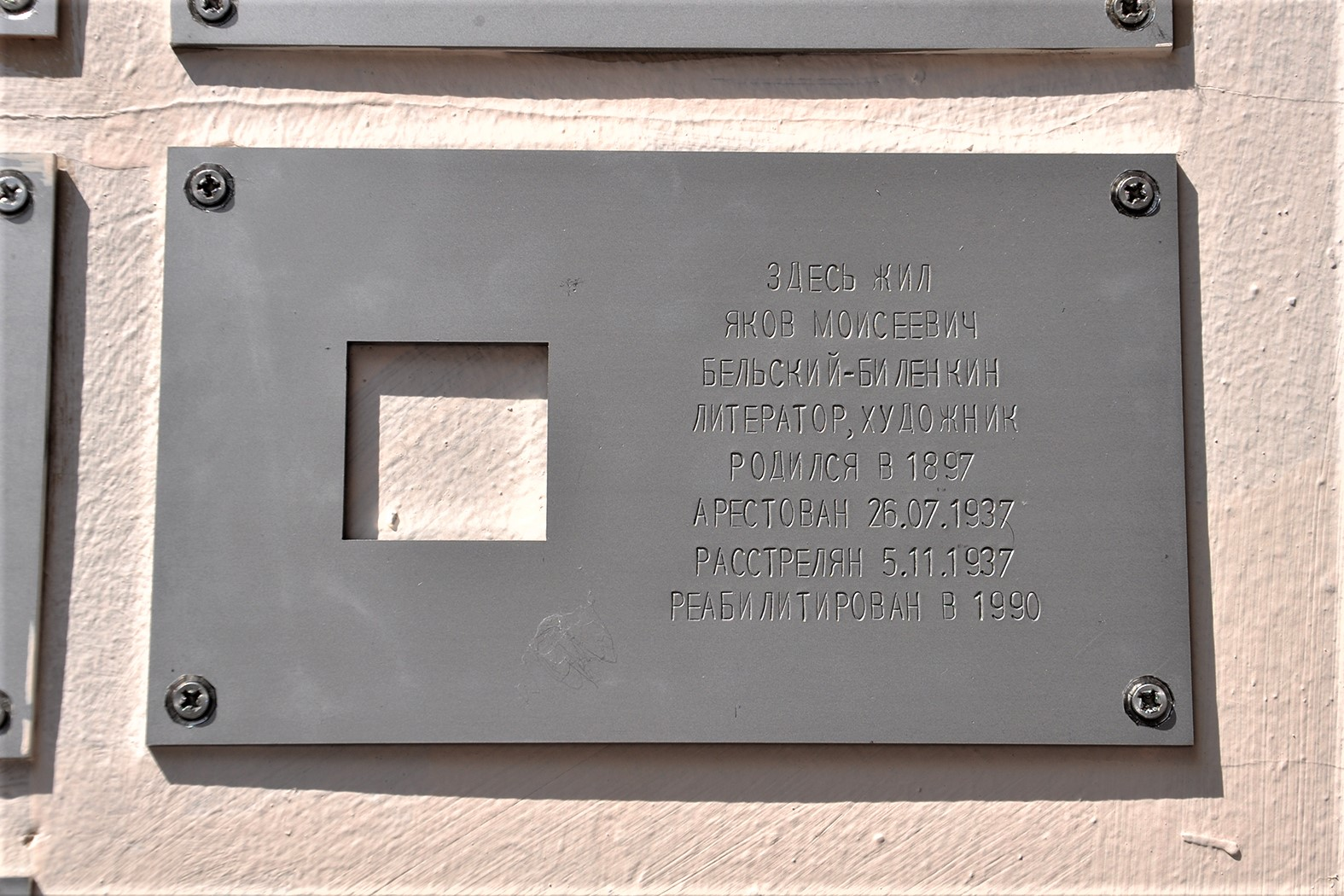
Последний адрес на доме, где жил литератор

В мае 1936 года на допросе в НКВД отказался свидетельствовать против своего друга, журналиста М. А. Глушкова, обвинявшегося в «антисоветской агитации». Вскоре после этого разорвал многие литературные и журналистские связи, общался по преимуществу с бывшими одесскими чекистами. По данным НКВД, реагировал на аресты друзей-чекистов в следующих выражениях: «ГУГБ похоже теперь на китайского дракона, который сам себя кусает за хвост».
26 июля 1937 года арестован НКВД; следствие по его делу вел В. С. Абакумов. Обвинён в участи в «антисоветской троцкистско-зиновьевской террористической организации» и подготовке теракта против Сталина. Значится в расстрельном списке «Москва-Центр» от 1 ноября 1937 года под № 15.
5 ноября приговорён Военной коллегией Верховного Суда СССР к высшей мере наказания — расстрелу. В тот же день расстрелян, тело кремировано, прах захоронен в братской могиле на Донском кладбище Москвы (могила невостребованных прахов № 1).
Реабилитирован 20 июня 1990 года.
На доме, где проживал Бельский, была установлена табличка «Последний адрес», появление которой журналист и правозащитник Александр Подрабинек назвал неуместным. Деятель казачьего движения Алексей Селиванов также осудил установку таблички, заявив, что Бельский и его начальник по Одесскому ЧК Макс Дейч в годы Гражданской войны были причастны ко множеству арестов и убийств, а также к грабежам и вымогательствам драгоценностей.

## Семья
Жена — Шетта Ивановна Бельская (урожд. Мягкая) (род. 14.10.1906). В начале 1937 г. супруги расстались.
Второй, незарегистрированной супругой Бельского была Эсфирь Львовна Карелина (урожд. Гантварг, 1898—?), художница, в 1930-е гг. художественный руководитель московского экспериментального цеха по производству батика. До 1931 г. она была женой сотрудника НКВД Владимира Карелина, в этом браке родился сын Феликс.
Однако после нескольких месяцев жизни с Карелиной Бельский вернулся к своей жене Шетте, оставив квартиру Карелиной. После его ареста Карелина была арестована, приговорена к ссылке на 5 лет (спустя два месяца от ссылки освобождена), а Шетта Бельская уехала к брату в Екатеринбург, где и умерла 9 августа 1944 года (похоронена в Екатеринбурге на Ивановском кладбище).

## Адреса
Жил в Одессе по адресу: ул. Базарная, д. 49, кв. 25; впоследствии по этому адресу проживала его сестра.
В Москве жил по адресу: ул. Петровка, д. 26, кор. 2, кв. 110.